# جيمس تيسو
جيمس تيسو  (بالفرنسية: James Tissot) وهو اسم مستعار لجاك جوزيف تيسو، الذي ولد في نانت 15 تشرين الأول /أكتوبر 1836 وتوفي في 8 آب /أغسطس 1902، هو رسام وكاتب فرنسي، قضى جزءاً من حياته في إنجلترا، حيث كان يعتبر كرسام المجتمع الراقي من العصر الفيكتوري.

## الدراسة
بعد دراسته في مدرسة الفنون الجميلة في باريس، عمل عرضاً في صالون عام 1859. وبعد حرب 1870 وكومونة باريس، انتقل إلى لندن في عام 1871 حيث نجح ببراعة كرسام للأناقة الأنثوية لمجلة فانيتي فير.
بعد وفاة زوجته «كاثلين نيوتن» في عام 1882، عاد إلى باريس وعرضت لوحاته التي تمثل صور نجاح النساء في ظروف اجتماعية مختلفة في بيئتهم اليومية. اعتباراً من عام 1888، انتحى منحاً دينياً ومن ثم كرّس نفسه في نهاية حياته لمواضيع الكتاب المقدس، وقد غذّى فنه الملاحظات التي سجلها أثناء سفره إلى فلسطين والقدس.

## معرض صور

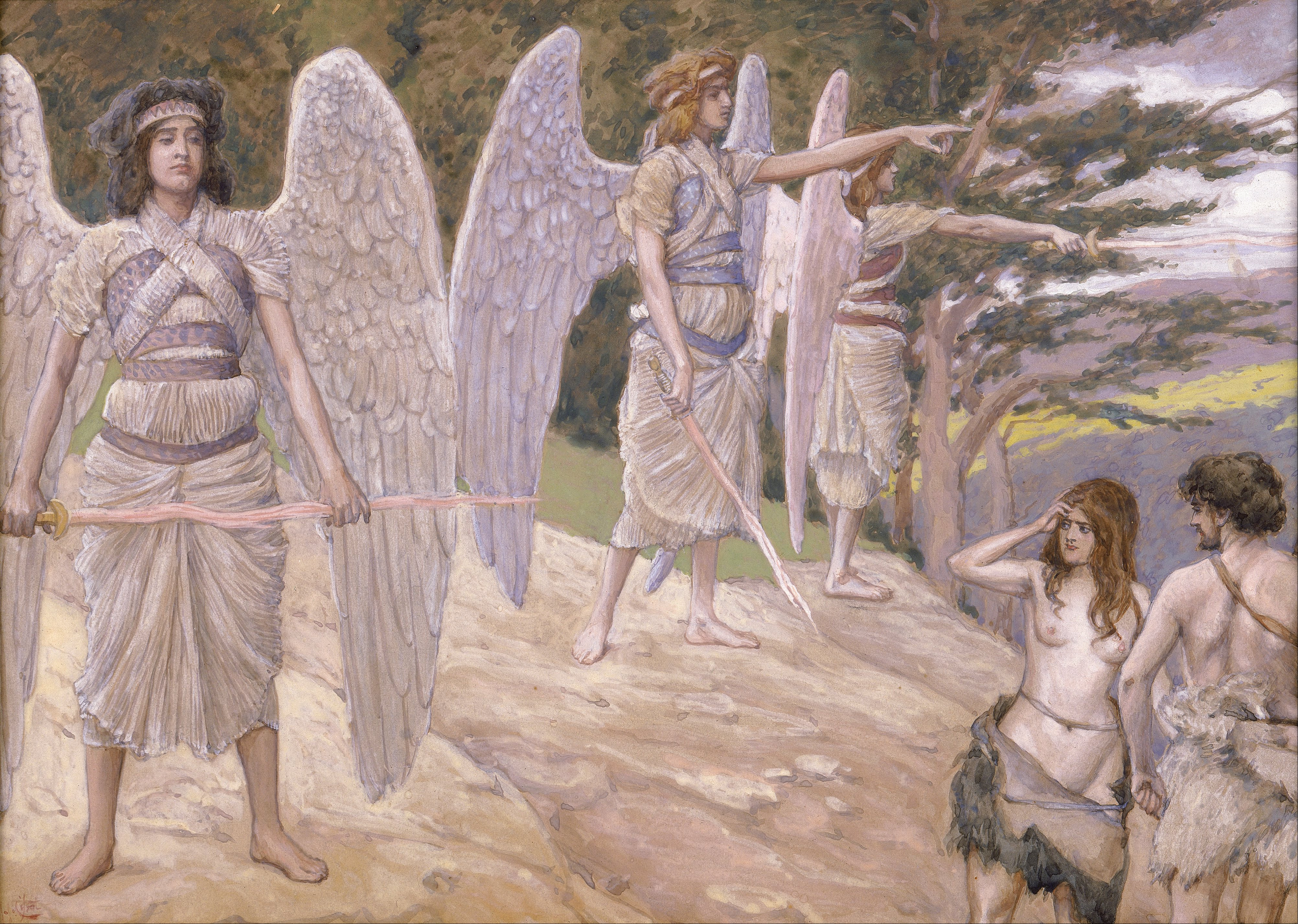
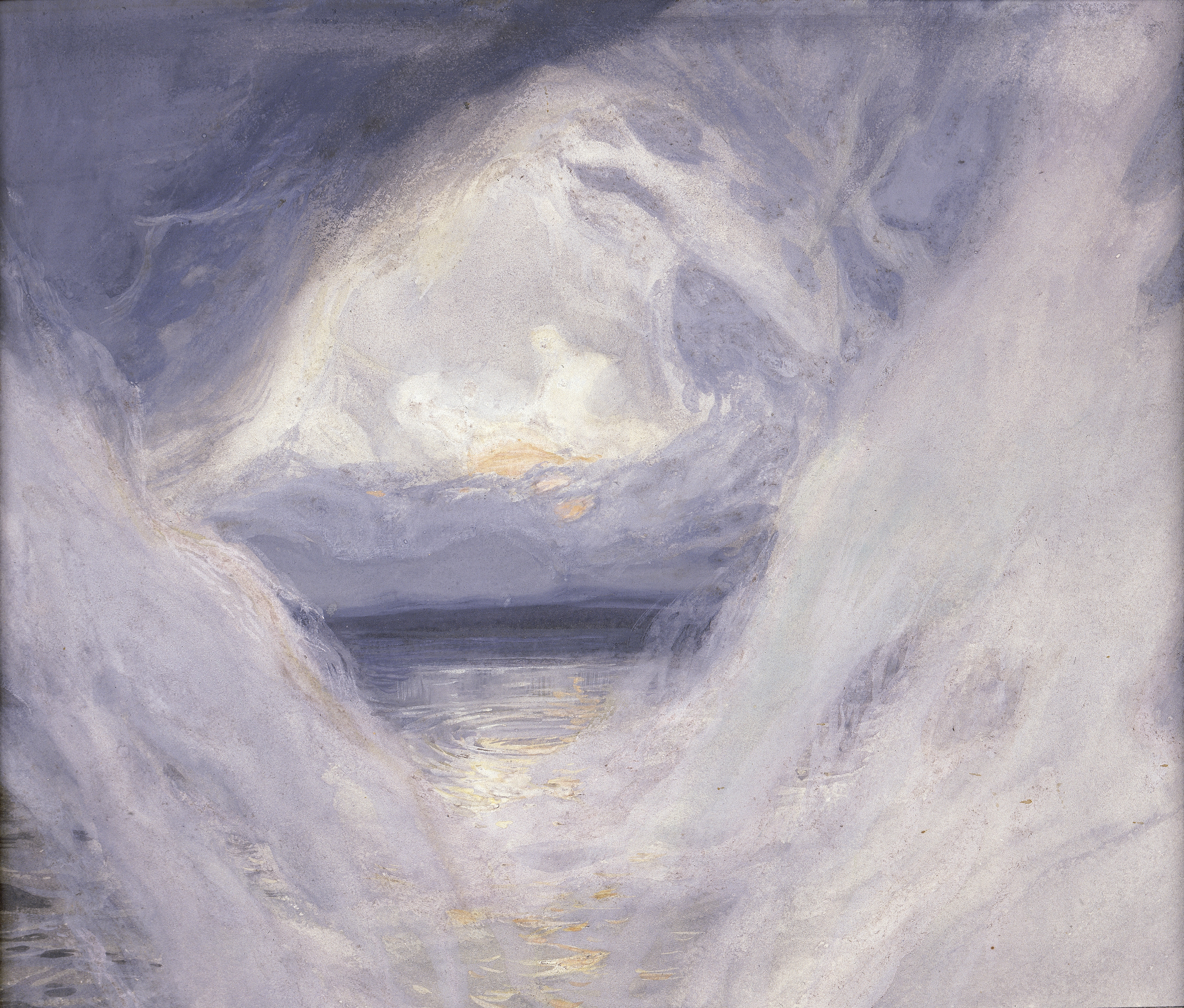
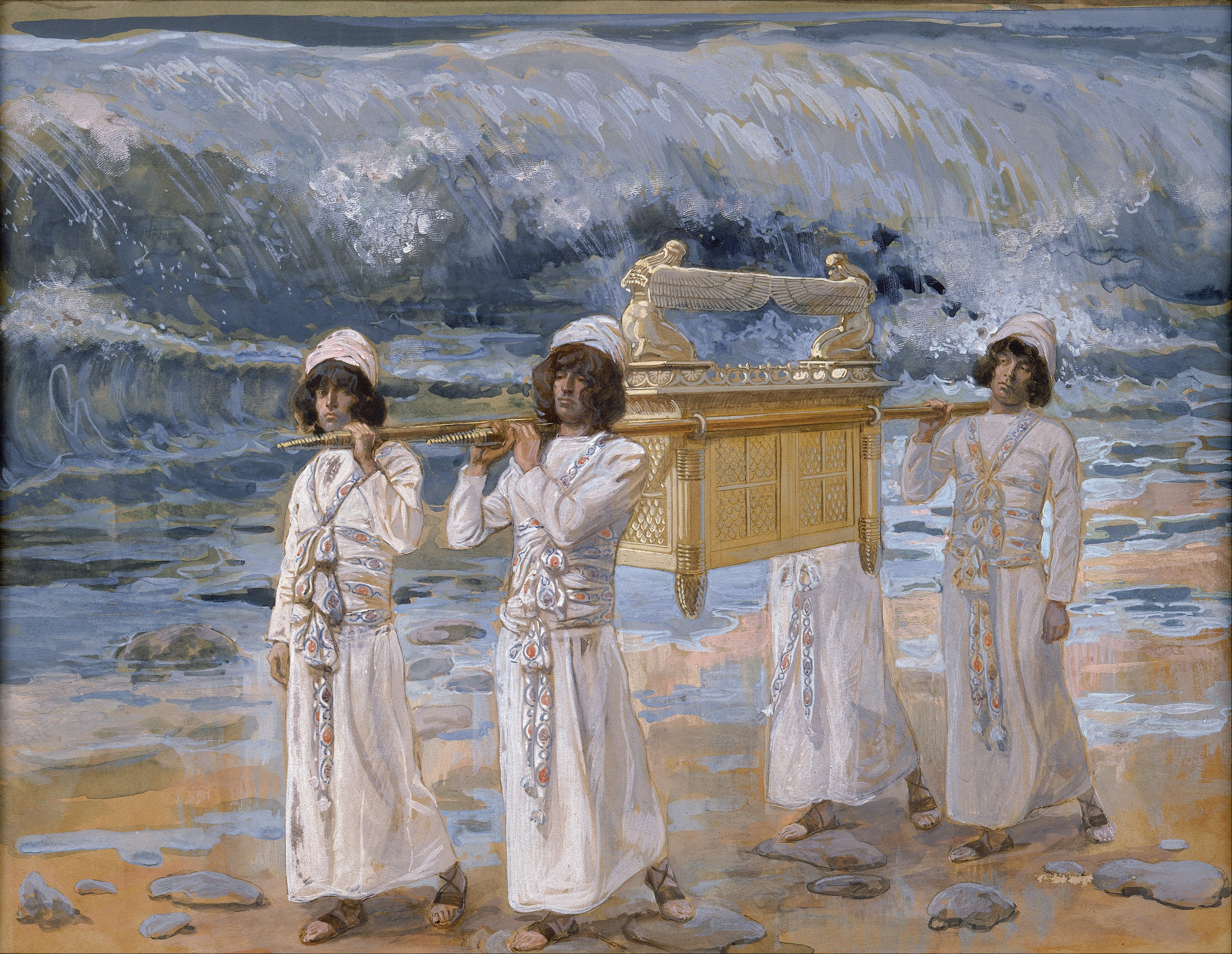
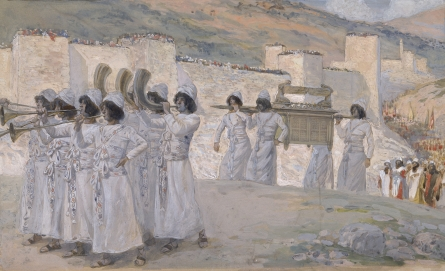
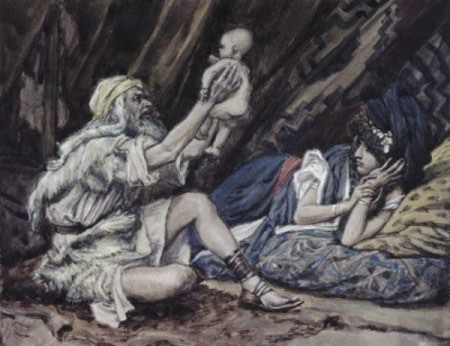
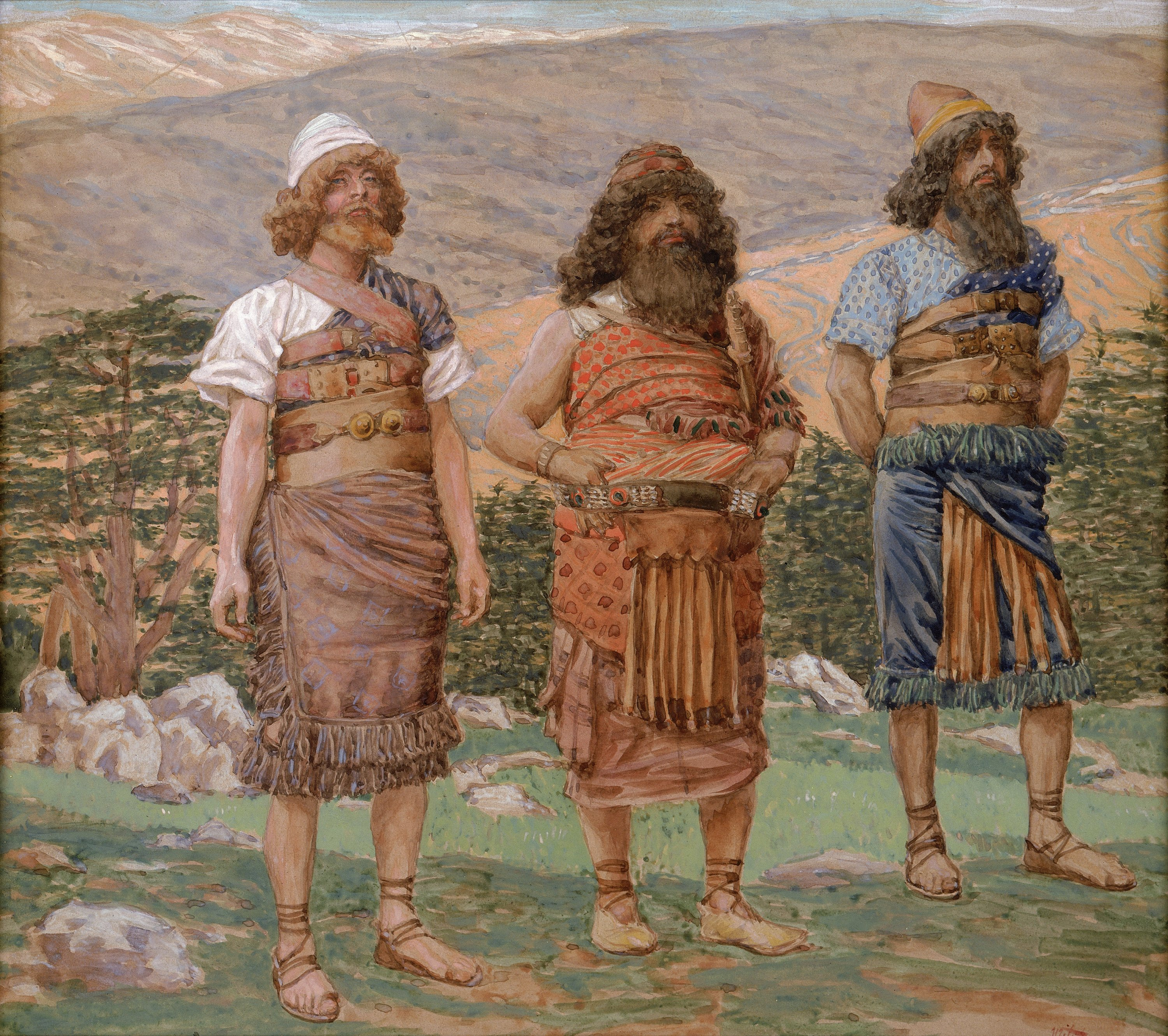

## لوحاته

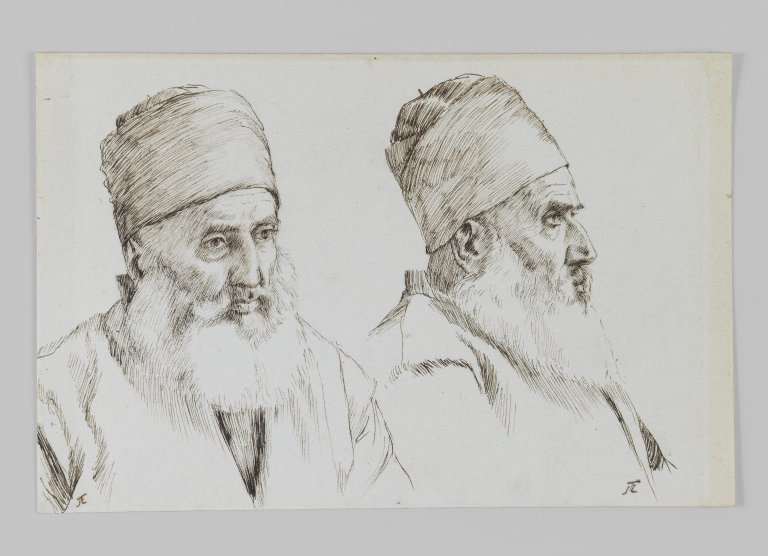
من لوحاته "وجوه أرمنية" محفوظة في متحف بروكلين

- وجوه أرمنية
- فتاة المتجر

## روابط خارجية
- جيمس تيسو على موقع الموسوعة البريطانية (الإنجليزية)
- جيمس تيسو على موقع ميوزك برينز (الإنجليزية)